# Exocentrus adspersus
Exocentrus adspersus је врста инсекта из реда тврдокрилаца (Coleoptera) и породице стрижибуба (Cerambycidae). Сврстана је у потпородицу Lamiinae.

## Распрострањеност
Врста је распрострањена на подручју Европе, Турске, Русије и Кавказа. У Србији је честа врста, среће се од низија па до висина.

## Опис
Тело је тамносмеђе боје, покривено густим, финим, полеглим, сивкастим или сивосмеђим длачицама. Пронотум је шири него дужи, иза средине има бочни трн повијен уназад. На елитронима се налазе 3 до 4 уздужна низа густих белих пегица. а у црне тачкице усађене су усправне длаке. Дужина тела је од 5 до 8 mm.

## Биологија
Животни циклус траје око две године. Ларве се развијају у гранама и гранчицама, а адулти се најчешће срећу на биљци домаћину. Као биљка домаћин јављају се различите врсте листопадних дрвећа, затим лоза, бршљен или ређе бор. Одрасле јединке се срећу од маја до августа.

## Галерија
- Одрасла јединка

## Синоними
- Exocentrus alemadaghensis Breuning, 1981
- ?Exocentrus hirsutulus Faldermann, 1837